# Dragomir Felba
Dragomir Felba (* 7. Juli 1921 in Skopje, Königreich der Serben, Kroaten und Slowenen; † 14. Juli 2006 in Belgrad) war ein jugoslawischer bzw. serbischer Schauspieler.

## Leben
Nach dem Schulabschluss besuchte der im mazedonischen Skopje geborene Felba die technische und juristische Fakultät der Universität Belgrad. Anschließend erlernte er den Schauspielberuf an der dortigen Akademie für Schauspielkunst. Ein erstes Engagement erhielt er am Jugoslawischen Schauspielhaus in Belgrad.
Ab 1956 bildete jedoch die Arbeit beim Film seinen künstlerischen Schwerpunkt. Felba, der 1949 im Kriegsfilm Barbra Zvana seine erste Hauptrolle gespielt hatte, wirkte in seiner über 50 Jahre umspannenden Filmkarriere in weit über hundert Film- und Fernsehproduktionen mit. Darunter waren zahlreiche westeuropäische und internationale Produktionen. Er spielte unter der Regie von William Dieterle im italienischen Abenteuerfilm Der Rebell von Mexiko, unter der Regie von Wolfgang Staudte im Kriegsfilm Herrenpartie, neben Peter Alexander in der Komödie Graf Bobby, der Schrecken des Wilden Westens, neben Horst Buchholz im aufwendig produzierten Historienepos Im Reich des Kublai Khan, neben Yul Brynner und Sergei Bondartschuk im Kriegsdrama Die Schlacht an der Neretva sowie unter der Regie von Harald Reinl in der Karl-May-Adaption Winnetou 3. Teil. Einem jüngeren Publikum wurde er vor allem durch die jugoslawisch-deutsche Kinderserie Die Rote Zora und ihre Bande in der Rolle des gütigen „Fischer Gorian“ bekannt.
In seiner jugoslawischen Heimat war Felba ein gefragter Charakterdarsteller und wurde 1981 für seine Verdienste um den Film mit dem Slavica-Preis für sein Lebenswerk geehrt. Nach dem Zerfall der Sozialistisch Föderativen Republik Jugoslawien trat Felba nur noch selten vor die Kamera. Seinen letzten Filmauftritt hatte er im Jahre 2000 im Drama Senke uspomena.

## Filmografie (Auswahl)
- 1949: Onkel Zvana (Barbra Zvana)
- 1952: Im Sturm (O oluji)
- 1957: Das Leben ist ohne Gnade (La grande strada azzurra)
- 1958: Sturm im Osten (La tempestà)
- 1958: Feuriges Blut (Aleksa Dundic)
- 1959: Der Rebell von Mexiko (Il Vendicatore)
- 1960: Kapo (Kapò)
- 1962: Einer zuviel (Prekobrojna)
- 1963: Operation Tizian (Operacija Ticijan)
- 1963: Herrenpartie
- 1964: Im Reich des Kublai Khan (La fabuleuse aventure de Marco Polo)
- 1965: Winnetou 3. Teil
- 1966: Graf Bobby, der Schrecken des Wilden Westens
- 1967: Die blutige mazedonische Hochzeit (Makedonska krvava svadba)
- 1968: Die Pforten des Paradieses (Gates to Paradise)
- 1969: Die Schlacht an der Neretva (Bitka na Neretvi)
- 1971: Der Doktor stellt eine Falle (Klopka za generala)
- 1972: Die Sterne sind die Augen der Krieger (Zvesda su oci ratnika)
- 1975: Der Naive (Naivko)
- 1979: Die Rote Zora und ihre Bande
- 1982: Im Trüben fischen (Lov v mutnom)
- 1989: Boris Godunov
- 2000: Senke uspomena